# A Intrusa
A Intrusa (en español: La intrusa) es una película brasileño-argentina de 1979 dirigida por Carlos Hugo Christensen y basada en un relato de Jorge Luís Borges. La música original es de Astor Piazzolla.

## Trama
La película narra la historia de los hermanos Nilsen, dos arrieros de las pampas en 1896 que se enamoran de la misma mujer, Juliana.

## Elenco
- José de Abreu como Christian
- Arlindo Barreto como Eduardo
- Maria Zilda Bethlem como Juliana
- Palmira Barbosa como Efigênia
- Fernando de Almeida como João Iberra
- Ricardo Marnick
- Mauricio Loyola
- Heloísa Gadel
- Nelson Pinto Bastos
- Hermes Lago

## Recepción
En el Festival de Cine de Gramado de 1980, la película ganó cuatro premios Kikito de Oro, entre ellos los de mejor director, mejor actor (José de Abreu), mejor fotografía (Antônio Gonçalves) y mejor música (Astor Piazzolla), y también fue nominada a mejor película.